# Чхве Кван
Чхве Кван (кор. 최광) — северокорейский политик и военный, маршал Корейской Народной Армии, член Политбюро ЦК ТПК и Военной комиссии ЦК. Занимал должности заместителя председателя ГКО и министра обороны КНДР.
Родился в 1918 году в городе Расин. В молодости занимался антияпонской деятельностью; некоторое время жил в СССР, где прошел военную подготовку. Позже вступил в Северо-Восточную антияпонскую объединённую армию. После 1948 года стал видным военным в КНДР, во время Корейской войны командовал 13-й дивизией КНА. На III съезде ТПК стал кандидатом в члены ЦК. В 1958 году назначен командующим ВВС КНДР. В 1960 году получил звание генерал-полковника. На IV съезде ТПК стал членом ЦК. В 1963 году был произведен в звание генерала армии. В 1966 году стал кандидатом в члены Политбюро. С 1988 года — начальник Генштаба КНА. В 1992 году был произведен в звание вице-маршала и Героя КНДР, а в 1995 году стал одним из трех офицеров, получивших звание «Маршал Корейской Народной Армии». Умер в 1997 году от острого инфаркта миокарда.

## Воинские звания
| генерал-лейтенант | генерал-полковник | генерал армии |
| ----------------- | ----------------- | ------------- |
|                   |                   |               |
| январь 1954       | июнь 1960         | февраль 1963  |
| вице-маршал       | маршал КНА        |               |
|                   |                   |               |
| апрель 1992       | октябрь 1995      |               |